# Laniisoma
Laniisoma es un género de aves paseriformes perteneciente a la familia Tityridae que agrupa a dos especies nativas de la América tropical (Neotrópico) donde se distribuyen de forma disjunta, una en los contrafuertes andinos del noroeste y oeste de América del Sur y la otra en la Mata Atlántica del este y sureste de Brasil.A sus miembros se les conoce por el nombre popular de lanisomas, o cotingas.

## Etimología
El nombre genérico neutro «Laniisoma» es una combinación del género Lanius y de la palabra del griego «sōma, sōmatos» que significa ‘cuerpo’.

## Características
Las dos aves de este género son poco frecuentemente encontradas y habitan dentro de selvas húmedas de estribaciones montañosas. Miden 17,5 cm de longitud, son atractivas y se caracterizan por su color amarillo brillante en las partes inferiores, los machos con corona negra y escamado también negro y las hembras con corona más apagada.

## Taxonomía
El IOC, Aves del Mundo (HBW) y Birdlife International (BLI), y más recientemente Clements checklist/eBird consideran al grupo de subespecies andinas venezuelense, buckleyi y cadwaladeri como una especie separada: la lanisoma andina (Laniisoma buckleyi), siguiendo a Ridgely & Greenfield (2001) e Hilty (2003), con base en diferencias morfológicas, principalmente de plumaje, y vocalización.
Este género ha sido tradicionalmente colocado en la familia Cotingidae (así como Tityra, Iodopleura y Pachyramphus); Laniocera en la familia Tyrannidae y Schiffornis en la familia Pipridae. La Propuesta N° 313 al Comité de Clasificación de Sudamérica (SACC), siguiendo los estudios de filogenia molecular de Ohlson et al. (2007), aprobó la adopción de la nueva familia Tityridae, incluyendo el presente y los otros géneros.
Las evidencias sugieren que el presente género pertenece a un clado basal dentro su familia,  incluyendo también los géneros Laniocera, y Schiffornis (con una fuerte sustentación por el método de remuestreo estadístico Bootstrapping).
Los amplios estudios genético-moleculares de Tello et al. (2009) y Ohlson et al. (2013) descubrieron una cantidad de relaciones novedosas dentro de los paseriformes subóscinos que todavía no están reflejados en la mayoría de las clasificaciones. Específicamente para la familia Tiryridae, corroboraron las tesis anteriores y propusieron la subfamilia Schiffornithinae Sibley & Ahlquist, 1985 agrupando a Schiffornis, Laniocera y Laniisoma.

## Lista de especies
Según las clasificaciones del Congreso Ornitológico Internacional (IOC) y Clements checklist/eBird el género agrupa a las siguientes dos especies:
| Imagen | Nombre científico  | Autor                         | Nombre común      | Estado de conservación | Distribución |
| ------ | ------------------ | ----------------------------- | ----------------- | ---------------------- | ------------ |
|        | Laniisoma elegans  | (Thunberg) 1823               | lanisoma elegante | NT                     |              |
|        | Laniisoma buckleyi | (P.L. Sclater & Salvin, 1880) | lanisoma andina   | NT                     |              |